# El filósofo de Güemes
El filósofo de Güémez fue un personaje controvertido, ya que su identidad se atribuye a diferentes personas del municipio de Güémez en Tamaulipas, México. Este personaje expone la forma lógica y sencilla de pensar de las personas de medios rurales y pueblos del noreste de su país, específicamente del Estado de Tamaulipas, la parte colindante de Nuevo León y la región denominada Huasteca potosina. La historia del «filósofo» de Güémez ronda entre el mito y la leyenda. A través de los años ha ido tejiéndose de boca en boca, de persona en persona.
Invento la famosa frase "Un cuazito nunca suelta su gabacha”

## Historia
Según narran diferentes textos y personas que afirman su existencia, este filósofo era un residente (del municipio de Güemez, situado en el centro-oeste del Estado de Tamaulipas). Se dice que era muy conocido. Los habitantes del pueblo le pedían consejos personales y opiniones acerca de los acontecimientos de la comunidad. Después de meditar, el filósofo expresaba sus ideas, basadas en una lógica sencilla, directa, concisa, obvia, indiscutible e hilarante. Su filosofía era famosa por ser concreta y designar a las cosas por su nombre.
La identidad del filósofo se adjudica principalmente a dos personas: José Calderón Castillo, Juan Mansilla Ríos. Los dos  eran habitantes de Güemez, nacidos en el siglo XIX y fallecidos en el siglo XX.

## José Calderón Castillo
Nació en Ciudad Victoria, Tamaulipas, en 1870. Desde muy temprana edad vivió en el municipio de Güémez. Contrajo nupcias con Altagracia Sánchez Martínez. Se convirtió en figura popular por su simpática manera de ver la vida y su peculiar estilo para externar lo que captaba su mente. De profesión carpintero, era polifacético y dicharachero. También era músico. Ágil y armoniosamente tocaba el violín, la guitarra, el bajo. Es recordado por su inagotable caudal de pensamiento, conciso, elemental y punzante. Murió en Güémez, en 1964.

Algunas de las frases que se le atribuyen al señor José Calderón Castillo:
- ¡No hay de otra! Cuando pica la hormiga nomás hay dos cosas por hacer: rascarse y esperar la roncha.
- Laguna que no tiene desagüe, tiene resumidero… porque en un tanto no puede estar.
- Hechos crean derechos, y los derechos crean obligaciones.

## Darío Guerrero
Se dice que su personalidad dio vida a El filósofo de Güémez, nacido en el ejido Calabacillas, del Municipio de Bustamante, Tamaulipas, en la segunda mitad del siglo XIX. A los pocos años de su nacimiento, sus padres se mudaron a Güémez. Se casó con Vicenta Lerma, con quien procreó cuatro hijos. Hombre de pocos estudios pero de mucha inteligencia, que siempre estuvo a disposición de su pueblo. Era de hablar conciso y de gran lucidez mental para reforzar sus tesis con dichos y frases de la picardía mexicana.

## Frases atribuidas al filósofo de Güémez
- Soy rebelde porque el mundo me ha hecho así.
- Todo lo hondo es bien profundo.
- Trabajar nunca mató a nadie, pero pa' qué chin... arriesgarle.
- En abril, no te quites el sayo.
- Si caminas despacito, llegarás más tardecito.
- Hombre que grita, llamar la atención necesita.
- Meto a las vecinas de valencia para evadir el problema.
- Si hombres hay y sillas no vuelan, hombres no existen pero sillas quedan.
- Si oro parece, este banco está ocupado.
- A Caballo regalado, yonki relajado.
- Si fuera tan genial no habría nada que aclarar.
- Si una pelea quieres parar, teta has de enseñar. Y si siguen peleando, a la cama arreando.
- Estas más delgada que cuando estabas más gorda.
- Voy a subir arriba, para bajar abajo.
- Árbol que nace torcido, es porque no le pusieron palito.
- Cuando el gallo canta en la madrugada… pue' que llueva mucho, que llueva poco o que no llueva nada.
- Un hombre exitoso es aquel que gana más dinero… del que gasta su mujer.
- Las vacaciones son como las brujas… se pasan volando.
- Andamos como andamos porque somos como somos.
- ¡Pa' qué atesorar! Ese que dice que esto es mío se equivocó, porque uno entrega por voluntad o por fuerza.
- ¡Irremediablemente confundido! La gente de antes era más honrada que la de ahora… yo soy de antes, pero vivo ahora.
- El mes que menos hablan los políticos es febrero… tiene 28 días.
- A rey muerto, rey puesto.
- La venganza nunca es buena, mata el alma y la envenena.
- ¡La confianza dura… hasta que se acaba!
- El que pide la mano de una mujer… lo que realmente desea es el resto del cuerpo.
- ¡Pa' vida de morirse… hay que estar vivos!
- El que anda hecho madre se muere, y el que no… también.
- Todo tiempo pasado fue anterior.
- Me gusta el vino, porque el vino es bueno.
- Pa' que el barco flote… a fuerza tiene que estar en l'agua.
- Lo que está bien… no puede estar mal.
- Se está muriendo mucha gente que no se había muerto antes.
- ¡Cría cuervos y tendrás muchos!
- Agua que no corre es charco.
- Si dos perros corretean a una liebre y el de adelante no la alcanza, el de atrás… menos.
- Si no llegó… es porque no vino.
- No te metas con nadie, para que nadie te la meta.
- Todo lo que sube tiende a bajar... a menos que se quede arriba.
- Lo que de aquí pa'llá es subida, de allá pa'cá es bajada.
- El uno siempre va antes del dos, pero en el veintiuno, se fregó el uno.
- Quien tenga perros, que los amarre y quien no... pues no.
- Lo que es es... y lo que no es, no es.
- Puedes contar conmigo, te doy todo mi apoyo.
- ¡Todo mundo está preocupado por cómo será el final del mundo! Cuando ni siquiera saben que pasó en el principio.
- El que anda de buenas...no puede andar de malas.
- Así pasa cuando sucede.
- Camarón que se duerme...no amanece desvelado.
- Curva que se endereza...es recta.
- Donde comen dos, comen tres, y hasta cuatro ¡Pero no llenan!
- Todo lo que entra tiene que salir...a menos que se quede adentro.
- Ando, canciones cantando...

No existe evidencia que nos asegure que cualquiera de los tres nombres citados o que cualquiera otra persona haya sido «El Filósofo». Las versiones en boga son insuficientes, ya que la información se perdió en el tiempo. No se puede verificar que alguno de ellos lo fue. Entonces, si no se puede afirmar que fue un humano cualquiera que encarnó a "El filósofo", sólo nos queda sustentar que este personaje se basa en un mito intangible, innegable, invención del propio pueblo.